# Szolikamszk
Szolikamszk (oroszul: Соликамск) város Oroszország Permi határterületén, a Szolikamszki önkormányzati járás székhelye. Ősi város és a kb. 25 km-rel délebbre fekvő Bereznyikivel együtt az Urál egyik legnagyobb vegyipari körzete.
Lakossága: 97 384 fő (a 2010. évi népszámláláskor).
Neve az orosz „szol” ('só') és a Káma folyó nevének összetételével keletkezett. 

## Fekvése
Az Urál nyugati előterében, Permtől kb. 200 km-re északra, az Uszolka (a Káma felső szakaszának mellékfolyója) partján helyezkedik el. Folyami kikötő, a Csuszovojból idáig vezető vasútvonal végállomása. A várost az észak-déli irányú Bereznyiki–Csuszovoj–Kungur országút köti össze a Középső-Urál nyugati előterének településeivel.

## Története, gazdasága
A felső-kámai sós forrásokat és sólerakódásokat évszázadok óta hasznosították konyhasó kinyerésére. Szolikamszk, Bereznyiki,  Uszolje körül és máshol is nagy sófőző körzetek alakultak ki. Szolikamszkot írott forrás 1505-ben említi először, de 1430-at tartják az alapítás évének; 1613-ban lett város. 1597-ben megnyílt a Szolikamszkból Verhoturjéig vezető ún. Babinovi út, mely összekötötte Közép-Oroszországot Szibériával. Ezzel a Szibéria felé Cserdinyből kiinduló korábbi útvonal veszíteni kezdett jelentőségéből, és 1636-ban Cserdinyből a vajda (vojevoda) rezidenciáját is Szolikamszkba helyezték át. A város ekkor jelentős tranzitállomás, igazgatási és vallási központ volt, a század végére pedig a Felső-Káma vidék legjelentősebb kereskedelmi és ipari települése lett. Innen származott az ország sótermelésnek kb. a fele, a közelben rézolvasztó és rézedénygyártó üzem is működött. 
A 17. század nagy részében még állt a város védelmét szolgáló, fából épült kreml. 1672-ben egy nagy tűzvészben teljes egészében elpusztult. A leégett fatemplomok helyett az újakat már téglából építették, közülük néhány máig fennmaradt. Az 1730-as évektől azonban a sófőzés gyors csökkenése, majd a nagy szibériai útvonal (Kunguron keresztüli) megnyitása miatt a város elvesztette jelentőségét. A 19. század második felétől a sófőzés növekedésnek indult, és 1925 után Szolikamszk ismét az ország vezető sótermelő központjai közé emelkedett.
Csak a terület részletesebb kutatása során, 1925-ben fedezték fel, hogy néhány száz méter mélységben kősó- és kálisórétegek húzódnak (szilvinit, galit, karnallit). A hatalmas kálisókészletekre alapozva Szolikamszkban 1927-ben megkezdődött el és 1934-ben fejeződött be a Szolikamszki Kálikombinát építése. A kombinát kálisóbányákat és műtrágyagyárat egyesít magában. 1928-ra idáig hosszabbították meg a Bereznyikiig már csaknem 50 évvel korábban kiépített vasútvonalat. 
A nagy sókészletre mint nyersanyagra alapozva az 1930-as évek elején magnéziumgyár épült. Az új gyár 1936-ban adott először magnéziumot. Ugyanabban az évben a közeli Uszty-Borovaja (ma már Szolikamszk része) mellett elkezdődött egy cellulóz- és papíripari kombinát és mellette a hőerőmű építése. A kombinát 1941. márciusban kezdett termelni, de további fejlesztését megakadályozta a Szovjetuniót ért német támadás. A világháború idején a város északi részén hadiipari üzem létesült: 1942-ben lőporgyárat alapítottak, építésén a Gulag-lágerhálózatban fogva tartott és az ún. „ellenséges nemzetiségek:” németek, ukránok és mások ezrei dolgoztak.
A város az iparfejlesztéssel együtt növekedett, területét később jelentősen bővítették. 1959-ben Szolikamszk városrésze lett az északabbra fekvő Uszty-Borovaja (ma: Borovszk mikrorajon), mely 1949–1959 között még önálló város volt. Vegyesen panel lakóépületekből, egy-kétemeletes téglaépületekből és faépítésű magánházakból áll; itt működik a cellulóz- és papíripari kombinát. A város és Borovszk közötti néhány km-es területen erdő, ipari zóna, kertes telkek, raktárak vannak.

## Munkatáborok
Szolikamszk és környéke számos nagy építkezésén, mint a Szovjetunió más területein is, a munkaerő nagy részét a Gulag-lágerrendszer szolgáltatta. Az Uszoljei ITL (iszpravityelni-trudovoj lager, magyarul: javító- és munkatábor), rövid nevén Uszollag 1938-tól 1956-ig a Gulag keretében, utána egyéb szervezeti keretben állt fenn, Szolikamszk központtal. Létszáma 1939 elején 32–34 000 fő; az amnesztia előtt, 1953. április elején az Uszollag lágerrendszerben 13 részleg és 39 (különböző helyeken működő) munkatábor volt, ezekben 24 201 fő dolgozott.
1939 tavaszán az Uszollagból választották le és alakították külön szervezetté a Szolikamlagot, mely 1946-ig állt fenn. A fogvatartottak az Uszty-Borovojéban létesítendő cellulóz- és papíripari kombinát és mellette a hőerőmű építkezésein, hadiipari termelésen (nitroglicerinpor gyártása, robbanóanyagok gyártása a nitrogéngyár környékén), téglagyárban, betongyár építésén, a gyárak melletti hivatali- és lakótelepek építésén dolgoztak.
1938-ban kezdődött a szolikamszki híres büntetésvégrehajtási intézet története is. A „Fehér hattyú” becenevű börtönben életfogytiglani elzárásra ítéltek töltik büntetésüket.

## Gazdaság
Szolikamszk ipari város. Gazdaságának meghatározói ma is a szovjet korszakban kialakított három nagy iparvállalat, illetve az azokból alakult gazdasági társaságok és többször korszerűsített létesítményeik.
- Káliumkombinátok: A szolikamszki és a bereznyiki káliumgyárakat 1974-ben közös szervezet alá vonták össze (Uralkalij termelési egyesülés). A következő évben kezdte meg a termelést a korábbinál jóval nagyobb kapacitású második szolikamszki gyáregység. A két várost és környezetét földrajzi fekvése, hasonló profilú üzemei miatt egyetlen nagy vegyipari körzetnek tekintik. A 21. század elején a bereznyiki és szolikamszki káliműtrágyagyártás két nagy társaság: az Uralkalij és a Szilvinit kezében összpontosult. 2010 végén a két cég egyesült, az egyesülés 2011 júniusra fejeződött be.[10] Így az Uralkalij világviszonylatban a káliműtrágya egyik (vagy talán a második) legnagyobb termelője, Oroszország egyetlen káliumgyártója. A két városban összesen öt kálisóbányája és hét feldolgozó üzeme van.

Az Uralkalij egyik szolikamszki sóbányájában 2014. novemberben baleset történt, és az aknákat víz árasztotta el. 2006-ban már volt hasonló baleset az egyik bereznyiki bányában is.
- Az 1936-ban üzembe helyezett magnéziumgyárra alapozva 1992-ben Szolikamszki Magnéziumgyár néven részvénytársaságot alapítottak. A 2010-es évek közepén a gyár fő termékei a magnézium, – innen kerül ki az ország magnéziumtermelésének több mint 60%-a –, valamint ritkaföldfémek. Ez az egyetlen oroszországi gyár, ahol ritkaföldfémeket: nióbiumot, tantált  állítanak elő.[13] A magnéziumtermelés alapanyaga a karnallit, amit az Uralkalij közelben működő karnallitüzeméből szereznek be. A ritkaföldfémekhez szükséges alapanyag (loparit) a Murmanszki területi Revda ércdúsítójából érkezik.[14]

- A cellulóz- és papíripari kombinátot 1949-ben újságpapír gyártására állították át, a következő években jelentősen bővítették és korszerűbb papírgyártó gépsorokkal szerelték fel. 1992 után részvénytársasági formában működött tovább. A nyersanyagként használt fa kitermelését az északi körzetek erdőségeiben, fakitermelő leányvállalatai végzik. A cég saját történeti múzeumot, kultúrházat, műkedvelő együtteseket és fél-hivatalos („népi”) színházat tart fenn. Több országos lap a 2010-es években is a kombinát által kibocsátott papíron jelenik meg. A megtermelt papír másik, jelentős része exportra kerül.[15]

## Templomok, múzeumok

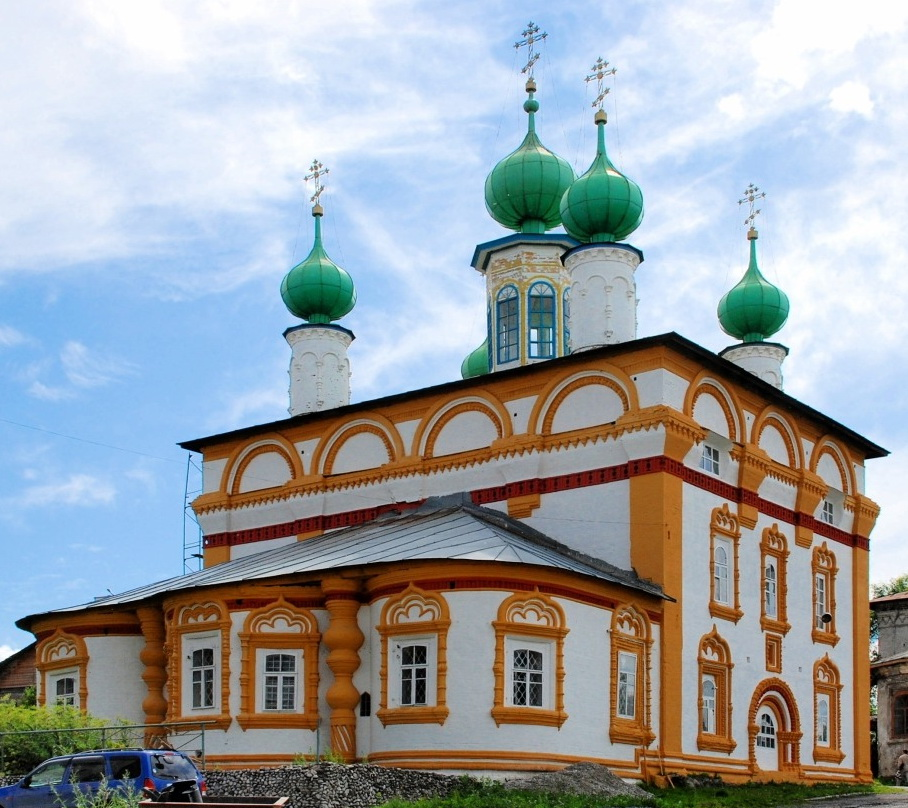
A Szpasszkij-templom (1689–1691).

A 19-20. század fordulóján Szolikamszknak 13 temploma és két kolostora volt. A templomokat a szovjet korszakban bezárták, de az épületek egy része – többé vagy kevésbé épen – fennmaradt. 
- A főtér épületegyütteséből kiemelkedik az ötkupolás Troickij- (Szentháromság-) székesegyház (1684–1697). Hosszú ideig a történeti múzeum egyik részlege működött benne. A mellette álló harangtorony (1713) egy kétemeletes épületből emelkedik ki, melynek helyiségeiben 1989-ben a környék élővilágát bemutató kiállítás kapott helyet. Mellettük áll a kisebb  Kresztovozdvizsenszkij– (Kereszt felmagasztalása-) templom (1698–1709).[16]

- Szintén a város első fénykorában, a 17. század végén épült a Bogojavlenszkij- (Úr megjelenése-) templom (1687–1695), jelenleg a Régi Orosz Művészet Múzeuma. Leghíresebb darabja a templom négyszintes, 18. századi ikonosztáza.[17]

- Az 1672-ben leégett kreml helyén két templom épült, illetve maradt fenn: a Szpasszkij-(Megváltó-) templom (1689–1691) [vagy: Szpasza Nyerukotvornovo Obraza (Nem emberkéz alkotta Megváltó-ikon) temploma]; és a Mihaila Arhangela- (Mihály arkangyal-) templom (18. század első negyede).

- A Voznyeszenszkij- (Jézus mennybemenetele-) templom négyszögletes alaprajzú épülete (1698–1704) a Troickij-kolostorban áll.[18] A mai Troickij- (Szentháromság-) férfi kolostor elődje az 1589–1591-es években keletkezett. Miután államosították, 1926–1928-ban a káliumgyárat építő tröszt irodáit rendezték be helyiségeiben. 1938-ban az épületegyüttes az Uszollag központja lett, a templomokban börtöncellák voltak. A Gulag foglyai közül ezreket hoztak ide és indítottak tovább a környező munkatáborokba.[19] A kolostor falán emléktábla hirdeti, hogy 1929-ben rabként megfordult itt Varlam Salamov is.[20][21] A kolostort 1998-ban adták vissza a hívőknek.

### Múzeumok
A város történetének múzeuma az 1930-as évek óta az egykori vajda épületében (1673–1688) tekinthető meg. Ez a város legrégebbi polgári célú épülete. 1982-től 2012-ig a Troickij-székesegyház épülete is a (hely)történeti múzeumhoz tartozott, azután visszaadták az egyháznak.
A sófőzés történetét bemutató múzeumot egy Uszty-Borovszkban (ma: Borovszk) működött sófőző telepen rendezték be. Ez Oroszország egyetlen ilyen tárgyú múzeuma. A gyárat 1878-ban alapították, 1918 után államosították, a termelést végleg csak 1972-ben fejezték be. A szabadtéri múzeum több különböző rendeltetésű faépületből és épen maradt eredeti berendezéseikből áll, a helyi sófőzés történetét és módszereit mutatja be.
A Káliumipari Történeti Múzeum elődje 1933-tól 1938-ig működött a Troickij-székesegyház épületében. Miután alapítóját és egyben a kombinát első igazgatóját letartóztatták (majd kivégezték), a múzeumot bezárták. Másodszor 1985-ben nyílt meg a kombinát mellett és 1998-ig A Szolikamszki Káliumkombinát Dicsőséges Harcának és Munkájának Múzeuma volt a neve. 1998-ban új igazgató vette át az irányítást, azóta megváltozott arculattal és tematikával, A „Szilvinit Rt” Káliumipari Történeti Múzeuma néven működik (vagy működött). Bemutatja a kombinát kialakulását, munkás-dinasztiáit, berendezéseinek makettjeit és fotóit, a termelés egyes fázisait, termékeit. Megemlékezik a múzeumalapító-igazgatóról és a Gulag fogvatartottjairól is. Dokumentumokkal alátámasztva ismerteti a helyi Gulag-lágereket és szerepüket az iparág kialakulásában.